# Cyanea koolauensis
Cyanea koolauensis är en klockväxtart som beskrevs av Lammers, Givnish och Kenneth J. Sytsma. Cyanea koolauensis ingår i släktet Cyanea, och familjen klockväxter. Inga underarter finns listade i Catalogue of Life.